# 401
Cette page concerne l'année 401  du calendrier julien. Pour l'année 401 av. J.-C., voir 401 av. J.-C. Pour le nombre 401, voir 401 (nombre). Pour les articles homonymes, voir 401 (homonymie).
L'année 401 est une année commune qui commence un mardi.

## Événements
- 3 janvier : après sa victoire sur Gaïnas et ses fédérés goths, réfugiés sur la rive gauche du Danube après leur fuite de Constantinople, le chef hun Uldin envoie la tête de Gaïnas comme cadeau à Constantinople[1]. L'empereur d'Orient Arcadius envoie de riches présents au chef Hun Uldin en remerciement de sa victoire sur le Goth Gaïnas et s’allie ouvertement avec les Huns[1].
- Été : des Quades, Vandales Silings et Marcomans attaquent la Pannonie, le Norique et la Rhétie ; ils sont chassés à l'automne par Stilicon[2].
- 18 novembre : les Wisigoths d’Alaric Ier envahissent l’Italie du Nord[3]. Début de la quatrième guerre des Goths (fin en 413). Ils avancent jusqu’à Milan, puis Asti, où ils assiègent Honorius. Le consul Stilicon accourt à la tête de l’armée de Gaule pour délivrer l’empereur. Il est victorieux à Pollentia (402) et à Vérone (403) et contraint Alaric Ier à regagner l’Illyricum par une convention militaire[4].
- 22 décembre : début du pontificat d'Innocent Ier (fin en 417)[5]. Il proclame son pouvoir universel sur la chrétienté.
- Royaume Xiongnu du Liang septentrional dans le Gansu, en Chine (401-439)[6].

## Naissances en 401
- 10 avril[1] : Théodose II le Jeune, empereur d’Orient (mort en 450).
- Léon Ier le Thrace, empereur d’Orient (mort en 474).

## Décès en 401
- 19 décembre : Anastase Ier (pape)[5].